# Houet
Houet ist eine Provinz in der Region Hauts-Bassins im westafrikanischen Staat Burkina Faso mit 1.193.356 Einwohnern auf 11.571 km².
Die Provinz besteht aus den Departements Bobo-Dioulasso, Fô, Faramana, Koundougou, Dandé, Padéma, Satiri, Bama, Léna, Karankasso-Sambla, Péni, Toussiana und Karankasso-Vigué. Hauptstadt ist Bobo-Dioulasso.